# 신정무문
《신정무문》(新精武門 一九九一: Fist Of Fury 1991)은 홍콩에서 제작된 좌송승 감독의 1991년 액션 영화이다. 주성치 등이 주연으로 출연하였고 유진위, 원규 등이 제작에 참여하였다.

## 출연

### 주연
- 주성치

### 조연
- 종진도
- 장민
- 오맹달
- 성규안